# قره‌چای و چرکس
جمهوری قره‌چای و چرکس، (به روسی: Карачаево-Черкесия) یکی از جمهوری‌های فدراسیون روسیه است. این جمهوری عضو منطقهٔ اقتصادی فدراسیون قفقاز شمالی است. پایتخت جمهوری قره‌چای و چرکس شهر چرکسک است. این جمهوری در ۳ ژوئیهٔ ۱۹۹۱م. تأسیس شده‌است.

## جغرافیا و طبیعت

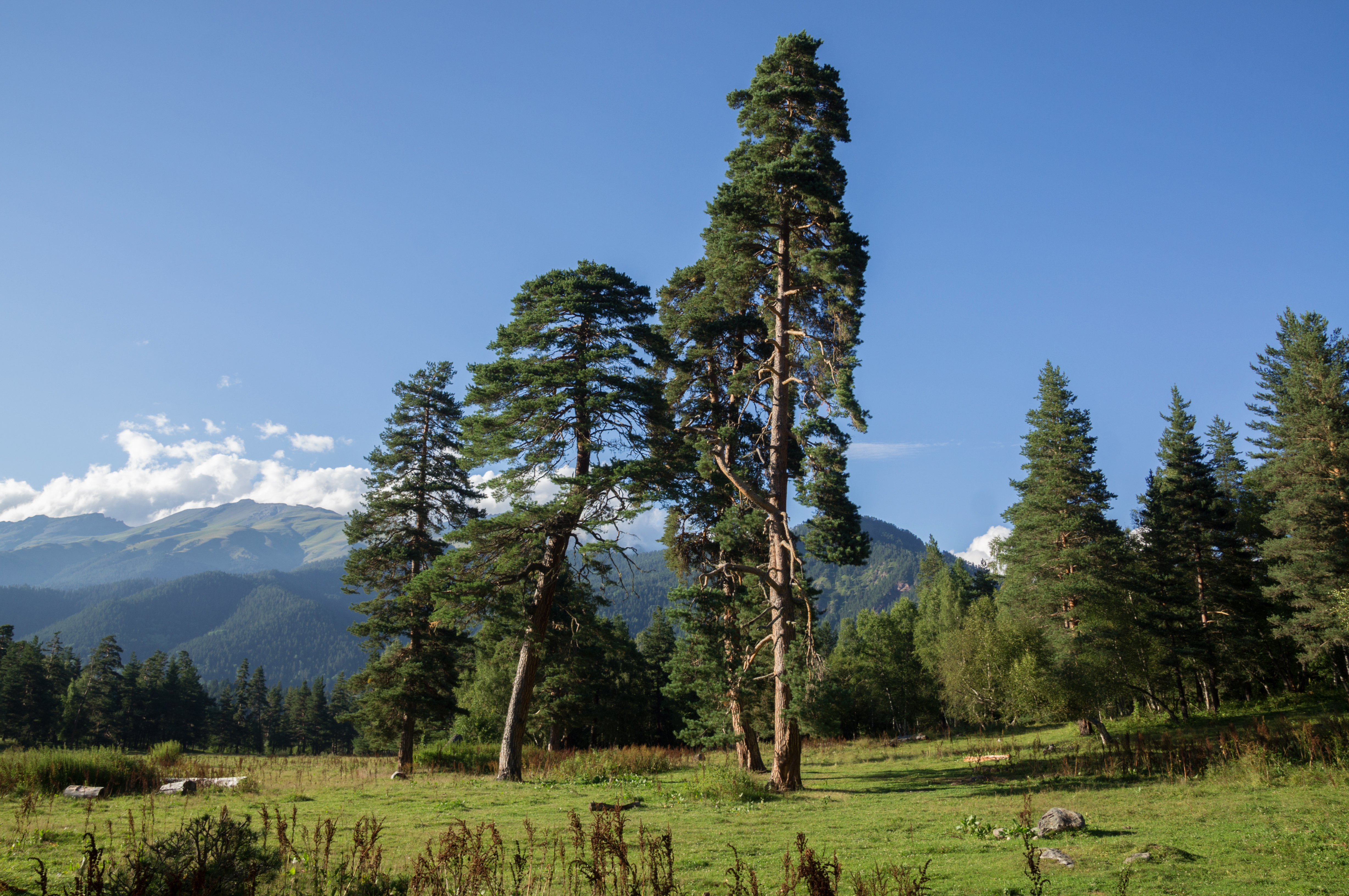
قره چای و چرکس

قره‌چای و چرکس در کوهپایهٔ شمال غربی قفقاز واقع شده‌است. این جمهوری از سمت غرب سرزمین کراسنودار، از شمال سرزمین استاوروپو، از شرق جمهوری کاباردینو و از جنوب در امتداد کوه‌های قفقاز گرجستان و آبخازیا احاطه شده‌است. زمستان کوتاه و تابستان گرم و مرطوب طولانی موجب گشته این منطقه آب و هوایی نسبتاً گرم داشته باشد. متوسط درجهٔ حرارت در ماه ژانویه °۳- تا °۲ درجهٔ سانتی‌گراد و در ماه ژوئیه °۶+ تا °۲۰+ درجهٔ سانتی‌گراد است. رکورد بالاترین درجهٔ حرارت °۳۹+ درجهٔ سانتی‌گراد و پائین‌ترین مقدار °۲۹- درجهٔ سانتی‌گراد ثبت شده‌است. ۸۰ درصد این جمهوری در منطقهٔ کوهستانی واقع شده‌است. این کشور دارای منابع فراوان آب شیرین، که شامل ۱۳۰ دریاچه و تعداد فراوانی آبشار و ۱۷۲ رودخانه می‌شود. خاک این منطقه غنی از منابع طبیعی همچون: زغال سنگ، گرانیت، سنگ مرمر، معادن مختلف سنگ و خاک رس می‌باشد. به دلیل وجود چشمه‌های آب گرم این کشور داری ذخایر بزرگ آب‌های معدنی می‌باشد.

## مردم
جمهوری قره‌چای و چرکس یک کشور چندملیتی بوده که ۸۰ گروه قومی در این جمهوری زندگی می‌کنند. با توجه به آخرین سرشماری انجام شده جمعیت قره چای و چرکس حدود ۴۷۱٬۶۸۳ نفر است. تراکم جمعیت ۳۳٫۰۴ در هر کیلومتر مربع می‌باشد. از این مقدار جمعیت ۴۲٫۸۸٪ درصد مردم در شهرها زندگی می‌کنند.
| گروه قومی | جمعیت در سال ۲۰۱۰ | جمعیت در سال ۲۰۰۳ |
| --------- | ----------------- | ----------------- |
| قره‌چای    | ↗ ۱۹۴ ۳۲۴ (۴۱٬۰٪) | ۱۶۹ ۱۹۸ (۳۸٬۵٪)   |
| روس       | ↗ ۱۵۰ ۰۲۵ (۳۱٬۶٪) | ۱۴۷ ۸۷۸ (۳۳٬۶٪)   |
| چرکس      | ↗ ۵۶ ۴۶۶ (۱۱٬۹٪)  | ۴۹ ۵۹۱ (۱۱٬۳٪)    |
| آبازا     | ↗ ۳۶ ۹۱۹ (۷٬۸٪)   | ۳۲ ۳۴۶ (۷٬۴٪)     |
| نوغایی    | ↗ ۱۵ ۶۵۴ (۳٬۳٪)   | ۱۴ ۸۷۳ (۳٬۴٪)     |
| اوستیایی  | ↘ ۳ ۱۴۲           | ۳ ۳۳۳             |
| ارمنی     | ↘ ۲ ۷۳۷           | ۳ ۱۹۷             |
| اوکراینی  | ↘ ۱ ۹۹۰           | ۳ ۳۳۱             |
| تاتار     | ↘ ۱ ۶۹۶           | ۲ ۰۲۱             |
| یونانی    | ↘ ۱ ۲۷۶           | ۱ ۳۴۹             |
| دیگر اقوم | ↗ ۳ ۴۹۹           | ۸۸                |

## تقسیمات کشوری
جمهوری قره چای چرکس از ۲ شهر خودمختار، ۱۰ استان و ۱۴۴ شهرک تشکیل شده‌است. چهار شهر بزرگ این جمهوری عبارتند از: چرکسک، اوست چیگوتا، کاراچای و تبرادا می‌باشد.

## ساختار سیاسی

#### قوهٔ مقننه
مجلس خلق (پارلمان) که هر چهار سال یکبار با رأی مستقیم مردم نمایندگان انتخاب می‌شوند. تعداد نمایندگان مجلس خلق ۷۳ نفر است.

#### قوهٔ مجریه
قوهٔ مجریه (دولت) شامل نخست‌وزیر، معاون نخست‌وزیر، وزیران و رؤسای کمیته‌های دولتی می‌شوند. نخست‌وزیر توسط رئیس‌جمهور با موافقت مجلس خلق (پارلمان) منصوب می‌شود.
تنها قدرت اجرایی در جمهوری قره‌چای و چرکس رئیس‌جمهور می‌باشد که توسط مجلس خلق (پارلمان) منصوب می‌شود.